# 외계의 침공

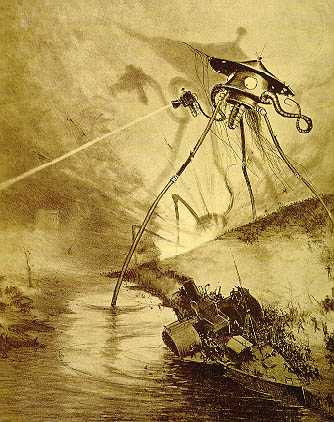

외계의 침공(Alien Invasion)이란 외계 생명체가 지구를 침공하여 인간의 생명을 멸절 및 대체하고, 노예로 삼고, 식량을 위해 사람들을 수확하고, 행성의 자원을 훔치거나, 행성을 완전히 파괴하는 SF (장르) 이야기와 영화의 일반적인 특징이다. H. G. 웰스의 독창적인 외계인 침략 소설 우주 전쟁 (소설)에 의해 확장된 침략 문학의 SF 하위 장르로 간주될 수 있다.
전문가들은 시간과 자원의 막대한 비용으로 인해 외계인이 실제로 지구를 침공할 가능성은 극히 희박하다고 생각한다.

## 같이 보기
- 우주 이민
- 크라켄의 각성